# SN 2011cl
SN 2011cl – supernowa typu II-P odkryta 4 lutego 2011 roku w galaktyce IC2373. W momencie odkrycia miała maksymalną jasność 17,20m.